# Akademy
Akademy (do 2008 roku aKademy; w 2003 roku Kastle) – coroczne spotkanie twórców i użytkowników KDE, odbywające się późnym latem, w różnych miejscach w Europie. Amerykańskim odpowiednikiem Akademy jest Camp KDE.
Akademy jest organizowane w formie dwóch dni przeznaczonych na prezentacje najnowszych technologii KDE, a następnie pięciu dni warsztatów oraz sesji programistycznych.

## Edycje Akademy
| Hasło          | Rok  | Miejsce                      | Data                             |
| -------------- | ---- | ---------------------------- | -------------------------------- |
| KDE One        | 1997 | Arnsberg, Niemcy             | 28 sierpnia – 1 września         |
| KDE Two        | 1999 | Erlangen, Germany            | 7 października – 10 października |
| KDE Three Beta | 2000 | Trysil, Norwegia             | 9 lipca – 19 lipca               |
| KDE Three      | 2002 | Norymberga, Niemcy           | 25 lutego – 4 marca              |
| Kastle         | 2003 | Nové Hrady, Czechy           | 22 sierpnia – 30 sierpnia        |
| aKademy 2004   | 2004 | Ludwigsburg, Niemcy          | 21 sierpnia – 29 sierpnia        |
| aKademy 2005   | 2005 | Málaga, Hiszpania            | 26 sierpnia – 4 września         |
| aKademy 2006   | 2006 | Dublin, Irlandia             | 23 września – 30 września        |
| aKademy 2007   | 2007 | Glasgow, Szkocja             | 30 czerwca – 7 lipca             |
| Akademy 2008   | 2008 | Sint-Katelijne-Waver, Belgia | 9 sierpnia – 15 sierpnia         |
| Akademy 2009   | 2009 | Gran Canaria, Hiszpania      | 3 lipca – 11 lipca               |
| Akademy 2010   | 2010 | Tampere, Finlandia           | 3 lipca – 10 lipca               |
| Akademy 2011   | 2011 | Berlin, Niemcy               | 6 sierpnia – 12 sierpnia         |
| Akademy 2012   | 2012 | Tallinn, Estonia             | 30 czerwca – 6 lipca             |

## Akademy Awards
Co roku podczas Akademy, skupiona wokół KDE społeczność przyznaje twórcom nagrody Akademy Awards. Są przyznawane w trzech kategoriach: Najlepszy program, Najlepszy nieprogramistyczny projekt, Nagroda Jury
| Rok  | Jury                                                                             | Najlepszy program                       | Najlepszy nieprogramistyczny projekt!Nagroda Jury     |                                                              |
| ---- | -------------------------------------------------------------------------------- | --------------------------------------- | ----------------------------------------------------- | ------------------------------------------------------------ |
| 2005 | Aaron Seigo, Brad Hards, David Faure and Matthias Ettrich                        | Albert Astals Cid i Enrico Ros za KPDF. | Lauri Watts za dokumentację KDE.                      | Stephan Kulow i Oswald Buddenhagen za migrację z Subversion. |
| 2006 | Albert Astals Cid, Enrico Ros, Lauri Watts, Stephan Kulow and Oswald Buddenhagen | Boudewijn Rempt za Krita.               | Alexander Neundorf za swoją pracę CMake w KDE SC 4.   | Laurent Montel za KDE4 Commit Champion.                      |
| 2007 | Boudewijn Rempt, Alexander Neundorf and Laurent Montel                           | Sebastian Trueg za K3b.                 | Matthias Kretz za Phonona.                            | Danny Allen za KDE Commit-Digest.                            |
| 2008 | Sebastian Trueg, Matthias Kretz i Danny Allen                                    | Mark Kretschmann za Amaroka.            | Nuno Pinheiro za Oxygen.                              | Aaron Seigo za Plasma.                                       |
| 2009 | Mark Kretschmann, Nuno Pinheiro, Aaron Seigo                                     | Peter Penz za Dolphina.                 | Celeste Lyn Paul za pracę nad użytecznością.          | David Faure za najlepszą służbę dla KDE.                     |
| 2010 | David Faure, Celeste Lyn Paul, Peter Penz                                        | Aurélien Gâteau za Gwenview.            | Anne Wilson za pracę na rzecz społeczności.           | Burkhard Lück za ulepszanie dokumentacji KDE.                |
| 2011 | Aurélien Gâteau, Anne Wilson, Burkhard Lück                                      | Martin Gräßlin za KWin.                 | Dario Andres za zarządzanie zespołem do spraw błędów. | Tom Albers za stworzenie zespołu złożonego z twórców.        |